# Trafik-Turist-Transportflyg
Trafik-Turist-Transportflyg (AB TTT) var ett svenskt flygbolag bildat 1946 med inriktning på charterflyg. Bolaget lades ned omkring 1951. 
Man köpte en ny Bristol Type 170 Freighter Mk XI (tillverkningsnummer 12792) som levererades via Bristol Filton Airport–Köpenhamn–Stockholm-Bromma flygplats den 4 augusti 1947 och registrerades SE-BNG den 14 augusti. Flygplanet hade specialutrustning för avisning i mycket kallt väder. Det var helt omålat med endast namnet Mercurius (senare Flagship Ethiopia) på nosen samt  registreringsbeteckningen. Flygplanet var ett av bara två Mk.XI som såldes och var utrustat med extra uppvärmning i lastrummet. 
Det hyrdes ut till Etiopiens regering. Den 30 september 1947 flög planet från Hässlö flygbas och Ängelholms flygplats med flera mellanlandningar till Addis Abeba i samband med leveransen av SAAB B 17 stridsflygplan till etiopiska flygvapnet (IEAF) vilket var under uppbyggnad av Carl Gustaf von Rosen samt tjänstledig svensk flygvapenpersonal.
På hemväg från Etiopien kraschade planet i Italien efter bara tre månader i tjänst. Nästan alla människor ombord dödades (se Haverier).

## Flotta
Bristol Type 170 Freighter Mk XI:
SE-BNG, tillverkningsnummer 12792: se ovan 
Noorduyn Norseman (USAAF UC-64A):

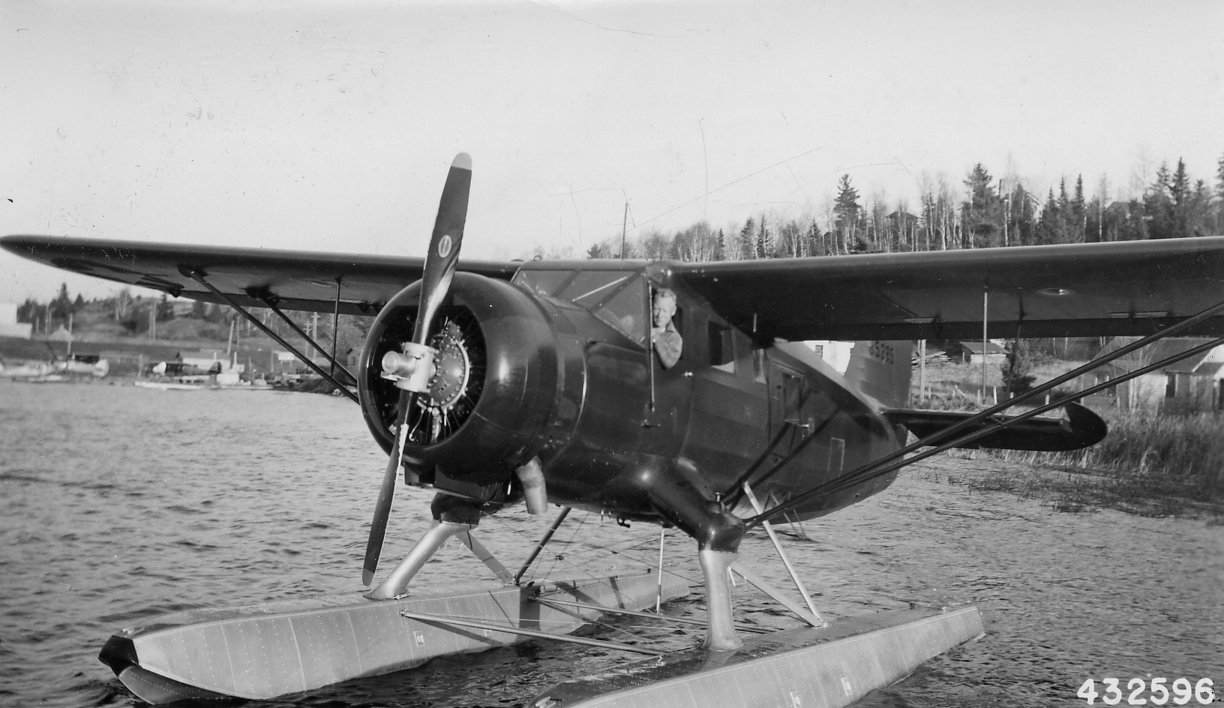
Ett liknande Noorduyn Norseman på flottörer

- SE-ASI, tillverkningsnummer 643, f.d. USAAF 44-70378:[5] US Military Defense Aid till Sverige 17 april 1946

registrerad September 23, 1946 till AB Trafik-Turist-Transportflyg (T-Flyg), Stockholm/Östersund; användning för bogsering av lastglidaren Fi-3 Halmstad-Bulltofta 1946-11
Haveri 25 oktober 1949 Östersund, sjönk under nattens storm i Göviken (eller: "found by company personnel in the morning lying on its back after a storm during the night"); reparerad
luftvärdighetsbeviset utgick 1951-06-20 t.o.m. 1952-01-21
registrerad till H. Faurschou, Strängnäs & S. Andersson, Fjärdhundra den 6 november 1951; provflygning vid Vängsö den 27 december 1951, tillfälligt flygtillstånd t.o.m. 1952-01-01.
Avregistrerad 1952-02-23, sålt till Frankrike, reg F-OALR (Laos), senare F-LAAD (Laos), N3099 (Air America?, avförd 1985-01-08)
- SE-ASK, tillverkningsnummer 728, f.d. USAAF 44-70463:[5] US Military Defense Aid till Sverige 26 april 1946

registrerad 20 juni eller September 30, 1946 till AB Trafik-Turist-Transportflyg (T-Flyg), Stockholm/Östersund;
parkerad 30 juli 1948 t.o.m. 5 januari 1949
luftvärdighetsbeviset utgick t.o.m. 5.1.1949, igen t.o.m. 4.10.1951
parkerad 21 mars 1951 t.o. m. 4 oktober 1951;
registrerad till H. Faurschou, Strängnäs & S. Andersson, Fjärdhundra den 6 november 1951
sålt till Widerøes Flyveselskap og Polarfly A/S, Narvik, Norway, registrerad LN-SUW den 15 maj 1953.
Totalförstörd vid en brand på Narviks flygplats den 3 oktober 1953.
- SE-ATB, tillverkningsnummer 559, f.d. USAAF 44-70294:[7] US Military Defense Aid till Sverige 18 april 1946

den 29 juli 1946 civilregistrerades planet hos Ahrenbergsflyg i Stockholm som SE-ATB
uthyrd till Industridiesel och till Aeroskandia, Stockholm 29 augusti 1946;
till AB Arosflyg, Stockholm juli 1948;
förvärvades av AB Trafik-Turist-Transportflyg (AB TTT-flyg eller T-Flyg), Östersund 22 juni 1949, registrerad 30 juli 1949;
skadad Furuvik 7 juli 1950, vänster flottör brutit.
Den 14 december 1951 (eller 19 november) övergick flygplanet i flygvapnets ägo som Tp 78 nr Fv 78003 och stationerades på F 2 Hägernäs.
Flygplanet totalförstördes vid en brand på F 4 Östersund/Frösön den 13 september 1956 och kasserades.

## Haverier
- Den 18 november 1947 flög AB Trafik-Turist-Transportflygs Bristol Freighter XI (SE-BNG) rakt intill berget Monte Carro (Italien) på väg från Catania till Rom-Ciampino flygplats. Utom besättningen fanns 21 svenska piloter och flygtekniker ombord.[10] Av 25 ombord dödades 21.[11]

## Källhänvisningar